# Wałerij Bondar
Wałerij Jurijowycz Bondar, ukr. Валерій Юрійович Бондар (ur. 27 lutego 1999 w Charkowie) – ukraiński piłkarz, grający na pozycji obrońcy.

## Kariera piłkarska

### Kariera klubowa
Wychowanek Akademii Piłkarskiej Szachtar Donieck, barwy której bronił w juniorskich mistrzostwach Ukrainy (DJuFL). 7 lipca 2016 roku rozpoczął karierę piłkarską w składzie juniorskiej drużyny Szachtara U-19, potem grał w młodzieżowej drużynie. 4 maja 2019 debiutował w podstawowej jedenastce Szachtara w meczu z FK Lwów.

### Kariera reprezentacyjna
W 2015 debiutował w juniorskiej reprezentacji Ukrainy U-17. W latach 2017–2018 występował w reprezentacji U-19. W 2019 został powołany do młodzieżowej reprezentacji Ukrainy.

## Sukcesy i odznaczenia

### Klubowe
Szachtar Donieck
- Mistrzostwo Ukrainy: 2019/2020

### Reprezentacyjne
- Mistrzostwo świata U-20: 2019

### Odznaczenia
- Order „Za zasługi” III Klasy – 2019[2]
- tytuł Mistrza Sportu Ukrainy – 2019